# Edwige Gwend
Edwige Gwend, née le 11 mars 1990 à Édéa (Cameroun), est une judokate italienne.

## Titres
- 2010 : Médaille d'argent dans la catégorie des moins de 63 kg aux Championnats d'Europe
- 2015 : Médaille de bronze par équipes aux Jeux européens
- 2018 : Médaille d'or dans la catégorie des moins de 63 kg aux Jeux méditerranéens[1]